# 莫兰河畔沙蒂永
莫兰河畔沙蒂永（法語：Châtillon-sur-Morin，法語發音：[ʃatijɔ̃ syʁ mɔʁɛ̃]）是法国马恩省的一个市镇，位于该省西部，属于埃佩尔奈区。

## 地理
莫兰河畔沙蒂永（48°42'48"N, 3°34'45"E）面积18.05 平方千米，位于法国大東部大區马恩省，该省份为法国东北部内陆省份，北起阿登省，西北接埃纳省，西南接塞纳-马恩省，南至奥布省，东南接上马恩省，东临默兹省。
与莫兰河畔沙蒂永接壤的市镇（或旧市镇、城区）包括：埃斯泰尔奈、埃斯卡尔德、莱塞萨尔勒维孔特、拉福雷斯蒂耶尔、勒梅圣埃普安。

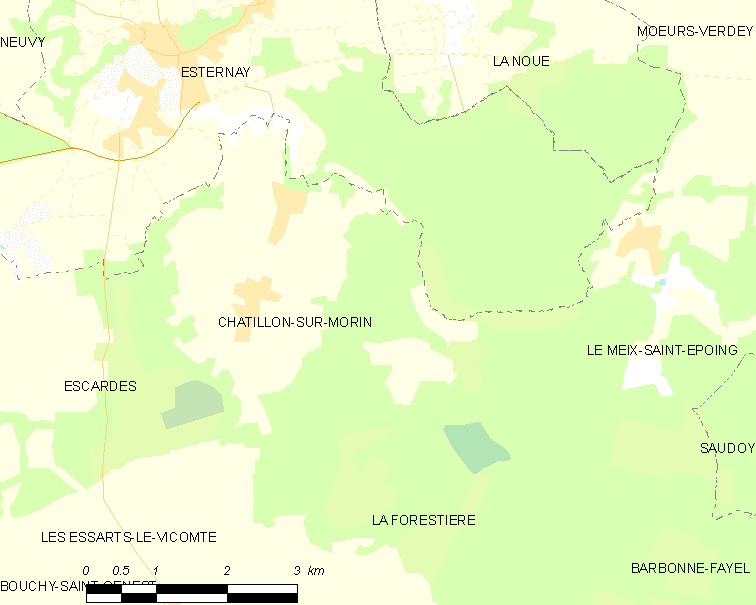
莫兰河畔沙蒂永的OSM定位图

莫兰河畔沙蒂永的时区为UTC+01:00、UTC+02:00（夏令时）。

## 行政
莫兰河畔沙蒂永的邮政编码为51310，INSEE市镇编码为51137。

## 政治
莫兰河畔沙蒂永所属的省级选区为塞扎讷-布里-香槟县。

## 人口

1962-2008年间莫兰河畔沙蒂永人口变化图示

莫兰河畔沙蒂永于2022年1月1日时的人口数量为208人。